# Soviet suprême de Russie
Ne doit pas être confondu avec Soviet suprême de l'Union soviétique.
Congrès panrusse des soviets Conférence constitutionnelle de Russie (en)
Assemblée fédérale de Russie
Maison-Blanche, Moscou
Le Soviet suprême de la RSFS de Russie (en russe Верховный Совет РСФСР, Verkhovny Soviet RSFSR ), de 1938 à 1990, puis le Soviet suprême de la fédération de Russie (russe : Верховный Совет Российской Федерации, Verkhovny Soviet Rossiïskoï Federatsii), de 1990 à 1993, est l'institution gouvernementale suprême de la Russie. Il s'agissait d'une législature permanente (parlement), élue par le Congrès des députés du peuple de la fédération de Russie.
Le Soviet suprême de la RSFS de Russie a été créé pour disposer d'une structure similaire au Soviet suprême de l'URSS en 1938, au lieu du Congrès panrusse des Soviets en tant qu'organe suprême du pouvoir de la Russie.
Dans les années 1940, le Présidium du Soviet suprême et le Conseil des ministres de la RSFS de Russie sont situés dans l'ancien manoir des comtes Osterman (3 rue Delegatskaïa),, qui sera converti en musée en 1991. Les séances auront lieu au Grand palais du Kremlin. En 1981, le Soviet suprême est transféré dans un bâtiment spécialement construit sur le quai de Krasnopresnenskaïa, dans la Maison des Soviets.
Le Soviet suprême est aboli en octobre 1993 (après les événements de la crise constitutionnelle russe de 1993) et remplacé par l'Assemblée fédérale (composée du Conseil de la fédération et de la Douma d'État).

## 1938 – 1990

### Président du Præsidium du Soviet suprême de la RSFS de Russie
Avant 1990, le président du Præsidium du Soviet suprême est chef d'État de la RSFS russe mais n’exerce que des pouvoirs nominaux. Contrairement aux autres républiques soviétiques de l'Union soviétique, la RSFS russe ne dispose pas de son propre parti communiste et ni de ses propres secrétaires généraux (qui dans d'autres républiques sont relativement indépendants du pouvoir) jusqu'en 1990.
Président du Præsidium du Soviet suprême de la RSFS de Russie
| Nom                                                        | Période                             |
| ---------------------------------------------------------- | ----------------------------------- |
| Alexeï Badaev (en)                                         | 19 juillet 1938 - 4 mars 1944       |
| Ivan Vlasov (en) (président par intérim)                   | 9 avril 1943 - 4 mars 1944          |
| Nikolaï Chvernik                                           | 4 mars 1944 - 25 juin 1946          |
| Ivan Vlasov                                                | 25 juin 1946 - 7 juillet 1950       |
| Mikhaïl Tarassov (en)                                      | 7 juillet 1950 - 16 avril 1959      |
| Nikolaï Ignatov (en)                                       | 16 avril - 26 novembre 1959         |
| Nikolaï Organov (en)                                       | 26 novembre 1959 - 20 décembre 1962 |
| Nikolaï Ignatov                                            | 20 décembre 1962 - 14 novembre 1966 |
| vacant (vice-présidents : Timofeï Akhazov et Pyotr Sysoev) | 14 novembre-23 décembre 1966        |
| Mikhaïl Yasnov (en)                                        | 23 décembre 1966 - 26 mars 1985     |
| Vladimir Orlov (en)                                        | 26 mars 1985 - 3 octobre 1988       |
| Vitaly Vorotnikov (en)                                     | 3 octobre 1988 - 29 mai 1990        |

Président du Soviet suprême de la RSFS de Russie en 1938-1990
| Nom                     | Période                        |
| ----------------------- | ------------------------------ |
| Andreï Jdanov           | 15 juillet 1938 - 20 juin 1947 |
| Mikhaïl Tarassov (en)   | 20 juin 1947 - 14 mars 1951    |
| Leonid Soloviev         | 14 mars 1951 - 23 mars 1955    |
| Ivan Gorochkine         | 23 mars 1955 - 15 avril 1959   |
| Vassili Prokhorov       | 15 avril 1959 - 4 avril 1963   |
| Vassili Krestianinov    | 4 avril 1963 - 11 avril 1967   |
| Mikhaïl Millionshchikov | 11 avril 1967 - 27 mai 1973    |
| Vladimir Kotelnikov     | 30 juillet 1973 - 25 mars 1980 |
| Nikolaï Gribatchov      | 25 mars 1980 - 16 mai 1990     |

## 1990 – 1993
À la suite de l'adoption d'amendements à la Constitution de la RSFS de Russie en octobre 1989, la fonction de président du Præsidium du Soviet suprême est supprimée et le poste de chef de l'État russe passe directement au président du Soviet suprême de la RSFS de Russie en mai 1990.
De 1990 à 1993, le Soviet suprême est composé de 252 députés répartis en deux chambres égales : le Soviet de la République (en) (président : Veniamin Sokolov) et le Soviet des nationalités (président : Ramazan Abdoulatipov). Cependant, le Soviet suprême bicaméral est nominal, car les décisions majeures sont adoptées sous forme de résolutions communes et de résolutions concurrentes de toutes les chambres ; de nombreuses commissions législatives sont partagées entre ces chambres. Le Soviet suprême de Russie cesse d'exister après les événements de septembre et octobre 1993.
Présidents du Soviet suprême de la RSFS / fédération de Russie en 1990 - 1993
| Nom                                | Période                           |
| ---------------------------------- | --------------------------------- |
| Boris Eltsine                      | 29 mai 1990 - 10 juillet 1991     |
| Rouslan Khasboulatov (par intérim) | 10 juillet 1991 - 29 octobre 1991 |
| Rouslan Khasboulatov               | 29 octobre 1991 - 4 octobre 1993  |

Premiers vice-présidents du Soviet suprême de la RSFS / fédération de Russie 1990 - 1993
| Nom                  | Période                          |
| -------------------- | -------------------------------- |
| Rouslan Khasboulatov | 29 mai 1990 - 10 juillet 1991    |
| Sergueï Filatov (en) | 1er novembre 1991 - janvier 1993 |
| Youri Voronine       | janvier 1993 – octobre 1993      |